# Akatujskie więzienie katorżnicze
Akatujskie więzienie katorżnicze – rosyjskie więzienie ciężkiej pracy (katorga) wybudowane w 1832 i funkcjonujące do 1917 roku 625 kilometrów na wschód od Czyty, obecnie wieś Nowy Akatuj. Praca katorżnicza polegała na pracy w kopalni rud srebra i ołowiu. Więźniowie uznawani za szczególnie niebezpiecznych zakuci byli w ciężkie kajdany przymocowane po zakończeniu pracy do ścian.
Katorga była przeznaczona głównie dla więźniów kryminalnych. Pośród więźniów politycznych XIX wieku w więzieniu karę odbywali między innymi dekabrysta Michaił Łunin, uczestnicy powstania listopadowego i powstania styczniowego, a w latach 70. i 80. XIX wieku działacze ruchu narodników.
W czerwcu 1842 roku wśród 130 więźniów odsiadujących kary za nowe przewinienia popełnione w trakcie zesłania na Syberię były dwie kobiety i sześciu Polaków – uczestników powstania listopadowego: Wincenty Chłopicki, Hilary Weber, Kazimierz Kisielewski, Franciszek Ksawery Szokalski, Eustachy Raczyński oraz inicjator wybuchu powstania Piotr Wysocki pełniący funkcje nieoficjalnego starosty katorżników Polaków.
Na początku 1837 roku Wysocki wraz z Rosjanami Nikołajem Gaśkowem, Gorkinem i Zasorinem podjął próbę ucieczki i wywołania buntu więźniów. Spisek został dość szybko wykryty, a jego bezpośredni uczestnicy rozstrzelani. Wysockiego osadzono w osobnej celi i poddano obostrzonemu rygorowi więziennemu. Na przełomie 1842 i 1843 uzyskał od tamtejszych władz zezwolenie na wolne osiedlenie w Akatui.
Po zamknięciu karyjskiego więzienia katorżniczego w 1890 roku, więzienie akatujskie przekształcono w katorgę dla więźniów politycznych.
W roku 1911 przekształcono je w więzienie dla kobiet, a latem 1917 – zlikwidowano.